# Heilige Familie (Eschershausen)

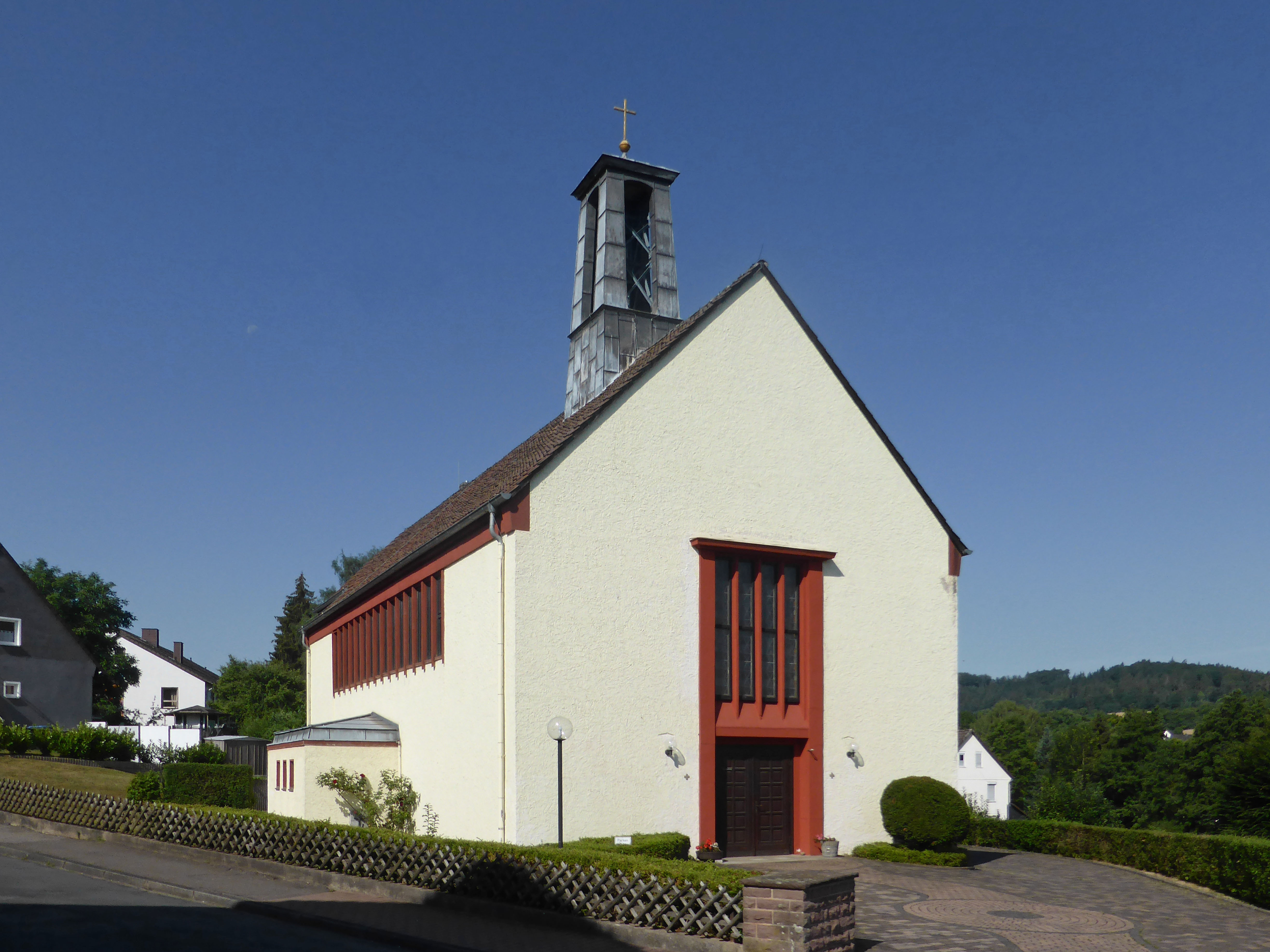
Kirche von Osten

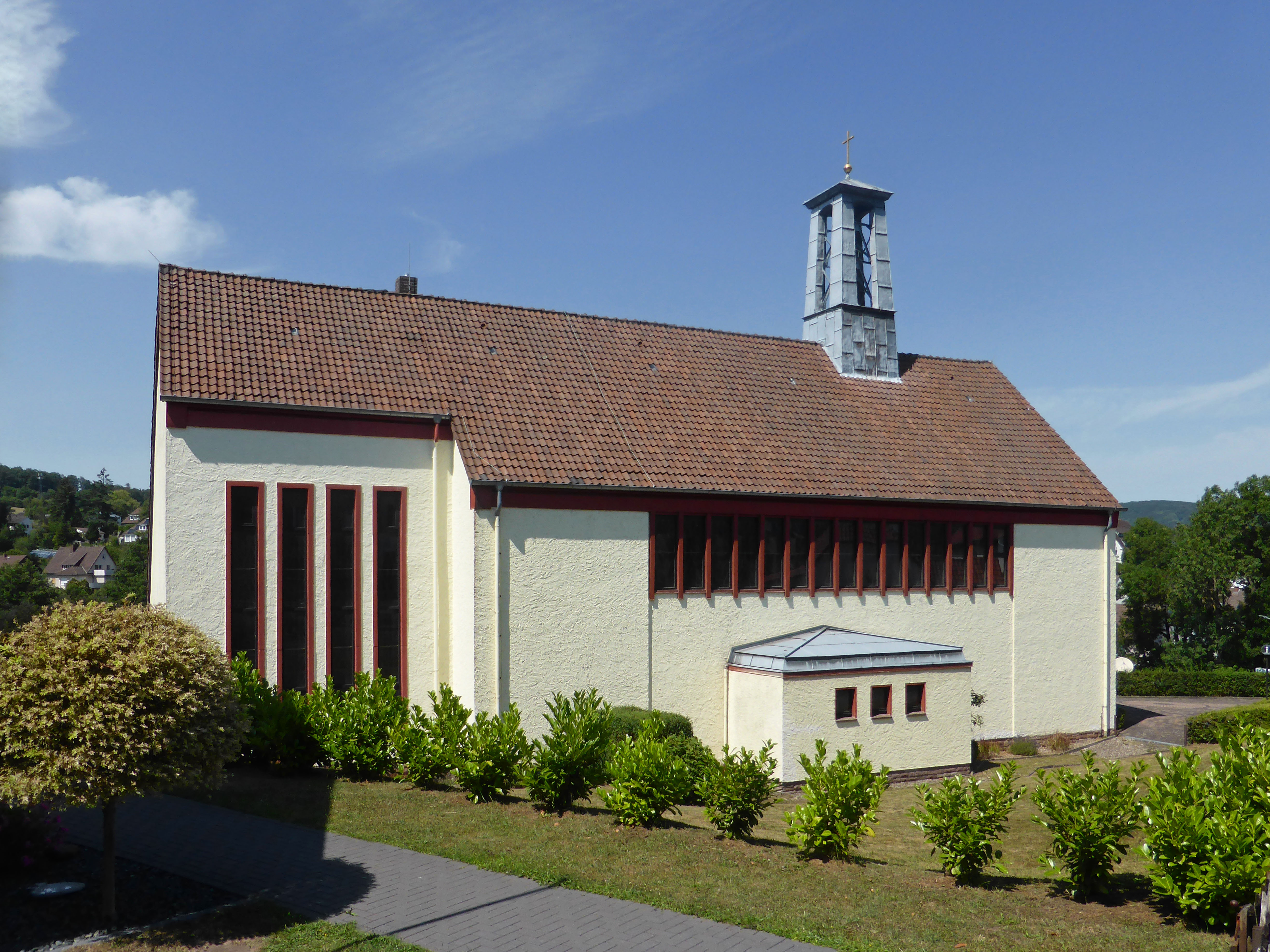
Kirche von Südosten

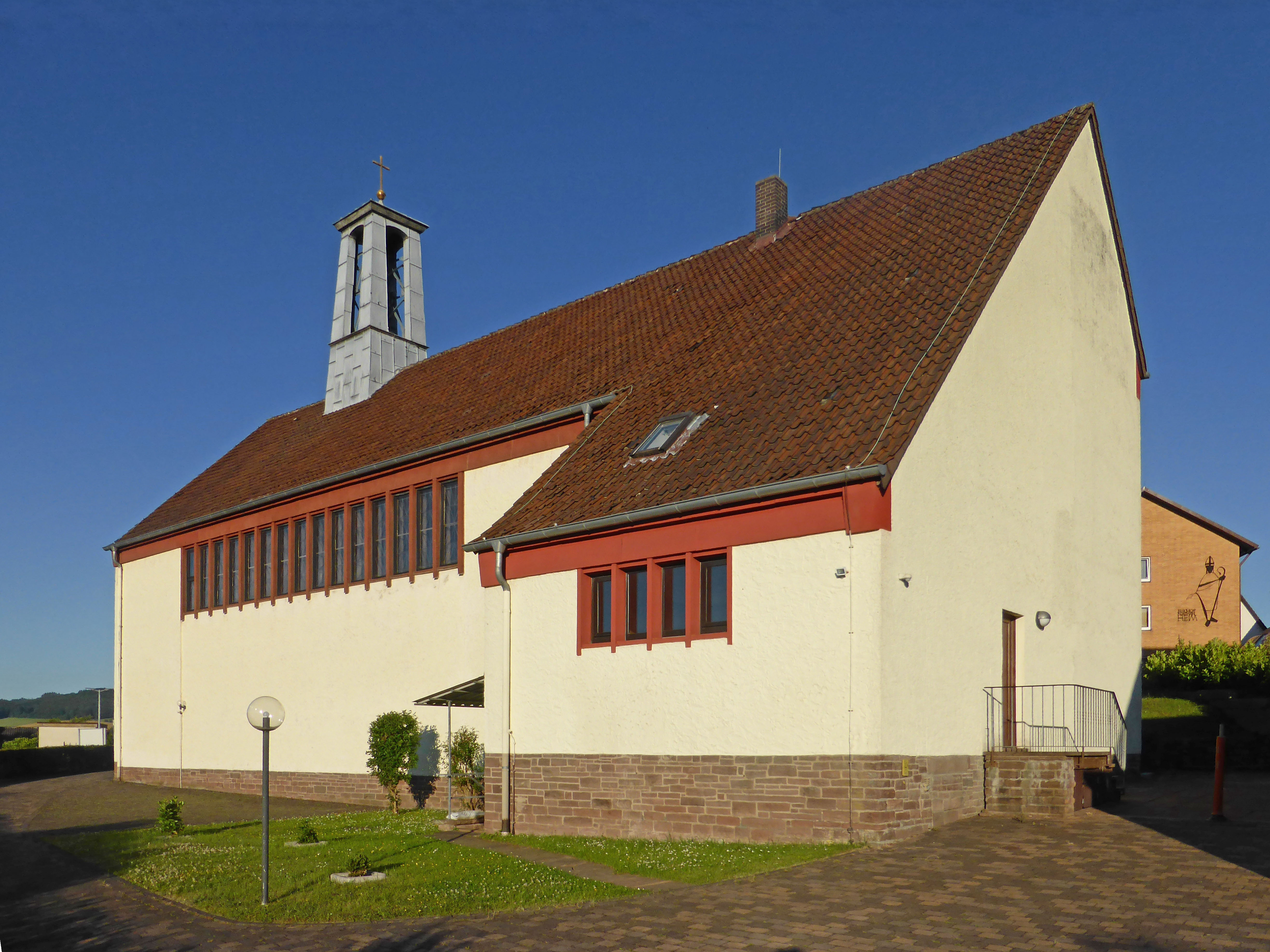
Kirche von Nordwesten

Die Kirche Heilige Familie ist die römisch-katholische Kirche in Eschershausen, einer Stadt im Landkreis Holzminden in Niedersachsen. Das nach der Heiligen Familie benannte Gotteshaus ist eine Filialkirche der Pfarrei Maria Königin mit Sitz in Bodenwerder, im Dekanat Weserbergland des Bistums Hildesheim.

## Geschichte
1542 fielen Truppen des Schmalkaldischen Bundes in das Fürstentum Braunschweig-Wolfenbüttel ein, zu dem Eschershausen damals gehörte, vertrieben Herzog Heinrich II. von Braunschweig-Wolfenbüttel und führten die Reformation ein. Dauerhaft setzte sich die Reformation 1568 durch, nachdem Herzog Julius von Braunschweig-Lüneburg die Regentschaft angetreten hatte. Infolgedessen wurden die Einwohner und die Kirche von Eschershausen protestantisch.
Am 26. Dezember 1931 fand in Eschershausen die erste Heilige Messe seit der Reformation in einem Raum der städtischen Schule statt. Von 1931 bis 1934 betreute Pater Johannes Reif von den Oblaten des hl. Franz von Sales aus dem Haus Overbach die Katholiken in Bodenwerder, Eschershausen und Stadtoldendorf. Die katholischen Gottesdienste in Eschershausen fanden bis 1935 in der städtischen Schule statt, danach ab 1936 in Privaträumen, und von 1941 an in Räumen der evangelischen Kirchengemeinde. Ab 1938 betreute Arnold Heinichen, Pastor an der Gutskapelle in Buchhagen, die wenigen Katholiken in Eschershausen.
Im Zuge der Flucht und Vertreibung Deutscher aus Mittel- und Osteuropa 1945–1950 vergrößerte sich die Zahl der Katholiken im Raum Eschershausen erheblich, Ende 1946 waren es über 1800 Katholiken. Pfarrer Georg Peterknecht wurde ihr erster Seelsorger, der sich in Eschershausen niederließ. Die katholischen Gottesdienste fanden zunächst in der evangelischen St.-Martin-Kirche statt.

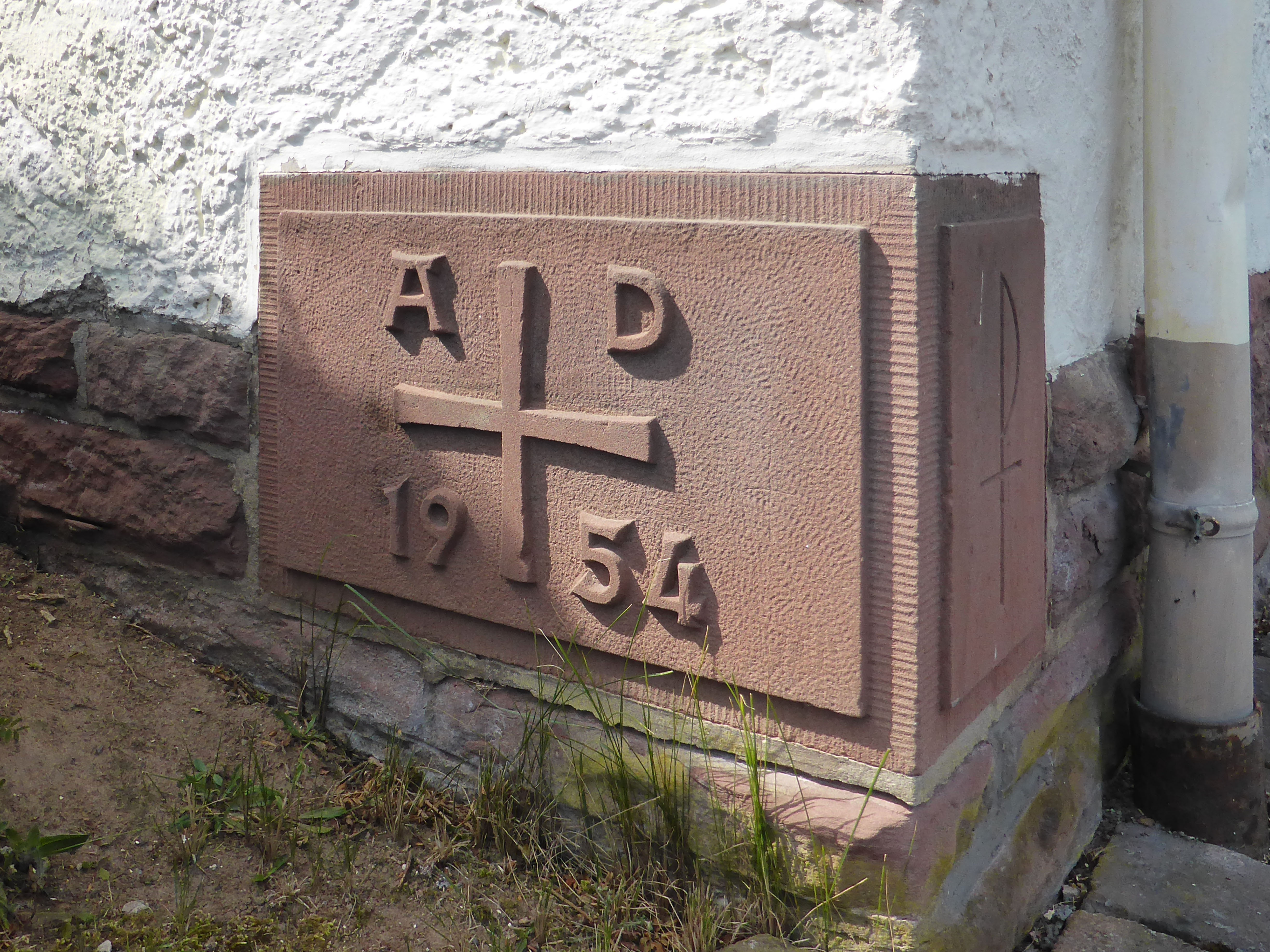
Grundstein

Nachdem Pfarrer Peterknecht 1950 verstorben war, übernahm im April 1951 Pfarrer Eduard Beigel die Seelsorge in Eschershausen. Anfang Juni 1954 begann der Bau der Kirche mit dem ersten Spatenstich durch Eduard Beigel. Am 4. Juli 1954 erfolgte durch Generalvikar Wilhelm Offenstein die Grundsteinlegung, und am 20. August 1954 wurde das Richtfest gefeiert. Am 19. Dezember 1954, dem 4. Adventssonntag, erhielt die Kirche durch Bischof Joseph Godehard Machens ihre Benediktion. Zu Nebenpatronen wurden die heilige Hedwig von Andechs, die Schutzpatronin von Schlesien, und der heilige Papst Pius X., der im Weihejahr der Kirche heiliggesprochen wurde. Zusammen mit der Kirche wurde auch das katholische Jugendheim eingeweiht. 1955 bekam die Kirche ihre Glocken, die am 20. März 1955 erstmals geläutet wurden. 1955/56 folgte der Bau des Pfarrhauses, das am 3. Juni 1956 eingeweiht wurde.
Am 1. Juni 1956 erfolgte die Erhebung der katholischen Kirchengemeinde Eschershausen zur selbstständigen Kuratie, zuvor gehörte sie zur Kuratie Holzminden. Ab 1960 wurden die Bischof-Nathan-Häuser mit Altenwohnungen errichtet bzw. erworben. 1964 wurde im rund fünf Kilometer entfernten Dielmissen die Filialkirche St. Johannes Evangelist erbaut.
Zum 1. Oktober 1970 erfolgte die Erhebung der Kuratie, zu der damals noch 1275 Katholiken gehörten, zur Pfarrei.
1972 wurde das Kircheninnere nach der Liturgiereform des Zweiten Vatikanischen Konzils verändert. Unter anderem wurde die Kommunionbank entfernt sowie ein neuer Ambo und ein neuer Altar, die beide nach Entwürfen des Künstlers Wilhelm Keudel geschaffen wurden, aufgestellt. Der neue Altar wurde am 28. Mai 1972 durch Bischof Heinrich Maria Janssen geweiht, in ihn wurden Reliquie des heiligen Bischofs Zenon von Verona und seiner Gefährten eingelassen.
1974 trat Prälat Beigel als Pfarrer von Eschershausen in den Ruhestand, wirkte aber weiter in Eschershausen.
Noch um 1990 gehörte die Pfarrei Eschershausen zum Dekanat Holzminden, das später mit dem Dekanat Hameln zum Dekanat Hameln-Holzminden zusammengeschlossen wurde.
1995 war die Zahl der Katholiken in der Pfarrei Eschershausen auf nur noch rund 900 abgesunken. Am 25. September 2004 erfolgte die Profanierung der Filialkirche in Dielmissen, die an privat verkauft wurde.
Seit dem 1. September 2008 gehört die Kirche zur Pfarrei St. Maria Königin in Bodenwerder, die Pfarrei Heilige Familie, Eschershausen wurde in diesem Zusammenhang aufgelöst.
Am 1. September 2012 wurden die Dekanate Hameln-Holzminden, zu dem die Kirche in Eschershausen gehörte, und Bückeburg zum heutigen Dekanat Weserbergland vereinigt.

### Prälat Eduard Beigel

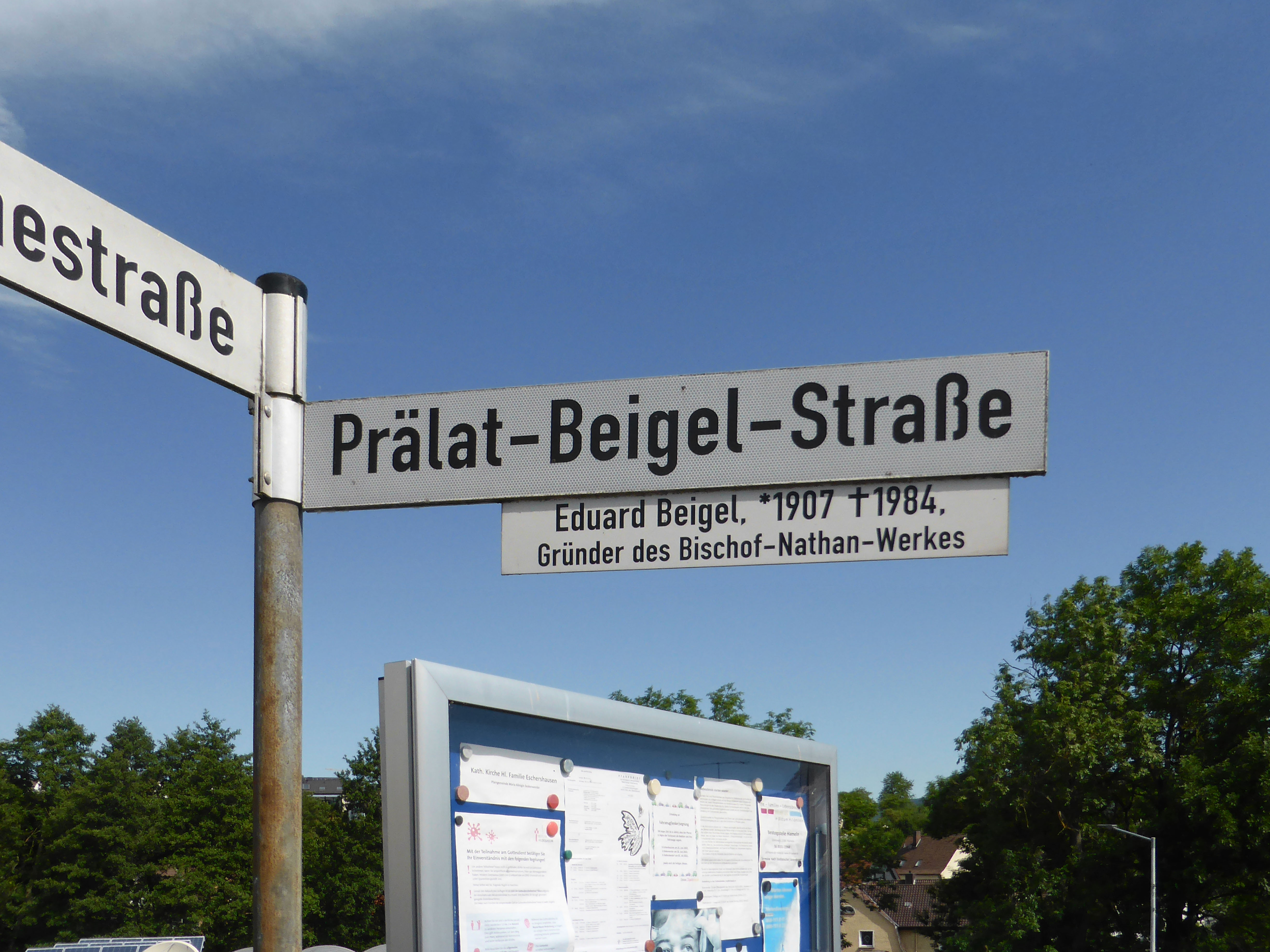
Prälat-Beigel-Straße

Eduard Beigel wurde am 24. Mai 1907 in Raden (heute polnisch Radynia) im Landkreis Leobschütz in Schlesien geboren und verlebte dort seine Kindheit. Das Gymnasium besuchte er in der Kreisstadt Leobschütz, sein Theologiestudium absolvierte er in Innsbruck und Breslau.
Am 29. Januar 1933 spendet ihm Adolf Bertram, Erzbischof des Erzbistums Breslau, in Breslau die Priesterweihe. Am 31. Januar 1933 feierte er seine Primiz in der St.-Anna-Kirche in Raden. Er war in Katscher, Leobschütz, Altstett und im Bischöflichen Seelsorgeamt tätig. 1940 wurde er Pfarrer von Jakobsfelde, 1944 wechselte er als Pfarrer in die Pfarrei St. Peter und Paul in Sauerwitz.
Im Zuge der Vertreibung Deutscher aus Ostdeutschland wurde er 1946 aus Sauerwitz ausgewiesen und kam zunächst nach Schwiegershausen in die Britische Besatzungszone, wenige Kilometer südlich des Harzes, wo er als Pfarrvikar wirkte und auch die Katholiken in Hattorf am Harz, wo später die katholische St.-Hildegard-Kirche gebaut wurde, betreute.
Nachdem sich die Mitglieder seiner Pfarrgemeinde Sauerwitz nach der Vertreibung überwiegend im Landkreis Holzminden angesiedelt hatten, zog er 1951 ebenfalls dorthin und ließ sich als Pastor in Eschershausen nieder. Dort baute er 1954 die katholische Kirche, gründete das Bischof-Nathan-Werk, das Leobschützer Heimatarchiv und die 1963 Leobschützer Heimatstube. Auch die 1963/64 erbaute Filialkirche in Dielmissen entstand unter seiner Leitung.
1963 wurde Beigel zum Päpstlichen Hausprälat ernannt. Von 1963 bis 1983 wirkte Beigel darüber hinaus in der Vertriebenenseelsorge als Kanonischer Visitator für das Generalvikariat Branitz des Erzbistums Olmütz und war dadurch Mitglied der Deutschen Bischofskonferenz. 1974 erfolgte seine Ernennung zum Apostolischen Protonotar. Die Bundesrepublik Deutschland zeichnete ihn am 30. August 1984 mit dem Bundesverdienstkreuz der 1. Klasse aus. Eduard Beigel verstarb am 7. Dezember 1984 im St.-Bernward-Krankenhaus in Hildesheim und wurde in Eschershausen bestattet. Nach Beigel wurde gemäß einem Beschluss des Rates der Stadt Eschershausen vom 24. September 1992 eine an der Kirche beginnende Straße benannt, die zuvor Am Hirtenbrink hieß.

### Bischof-Nathan-Werk

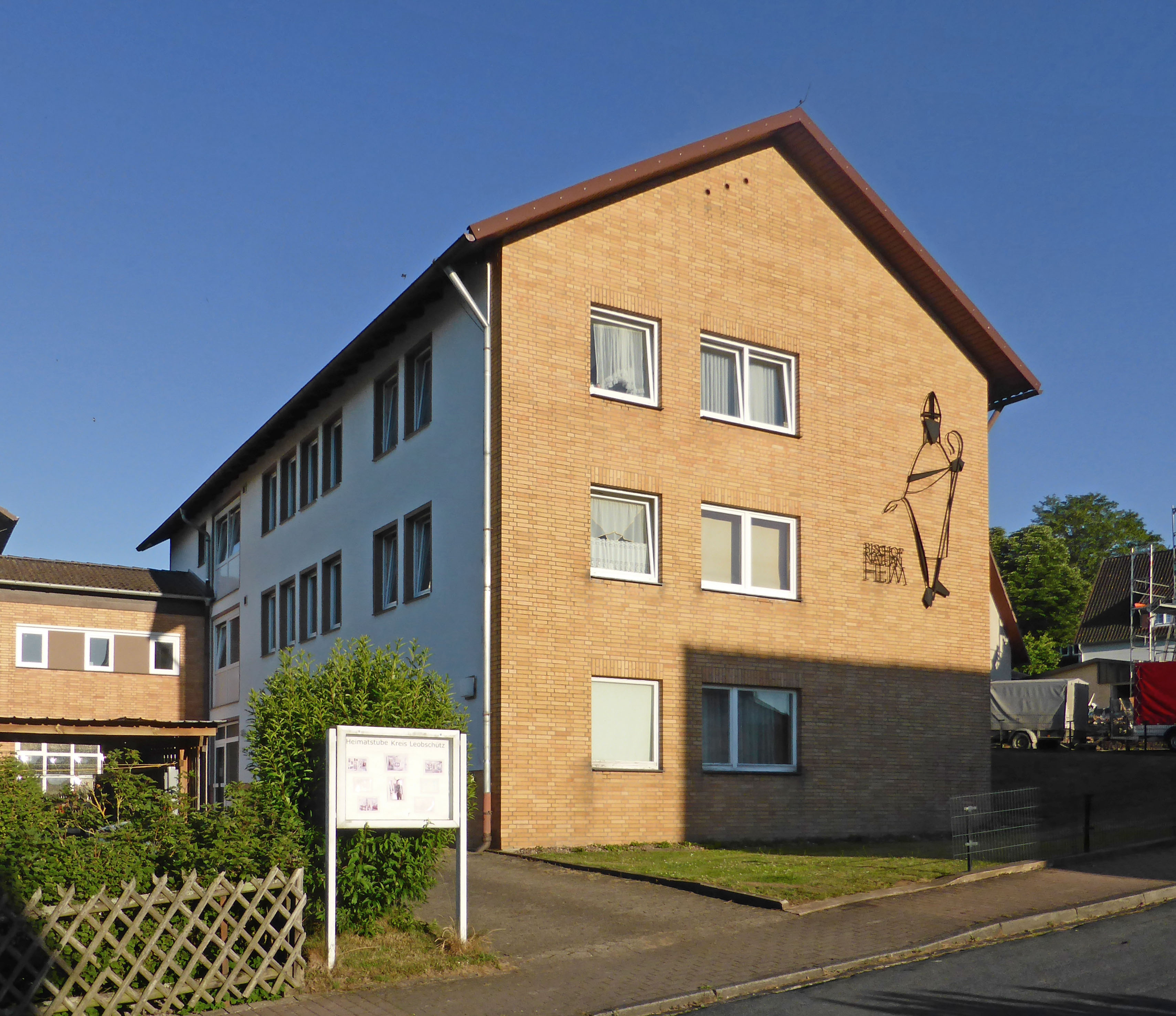
Ehemaliges Hauptgebäude des Bischof-Nathan-Werkes mit Bischof-Nathan-Eisendrahtplastik an der Fassade

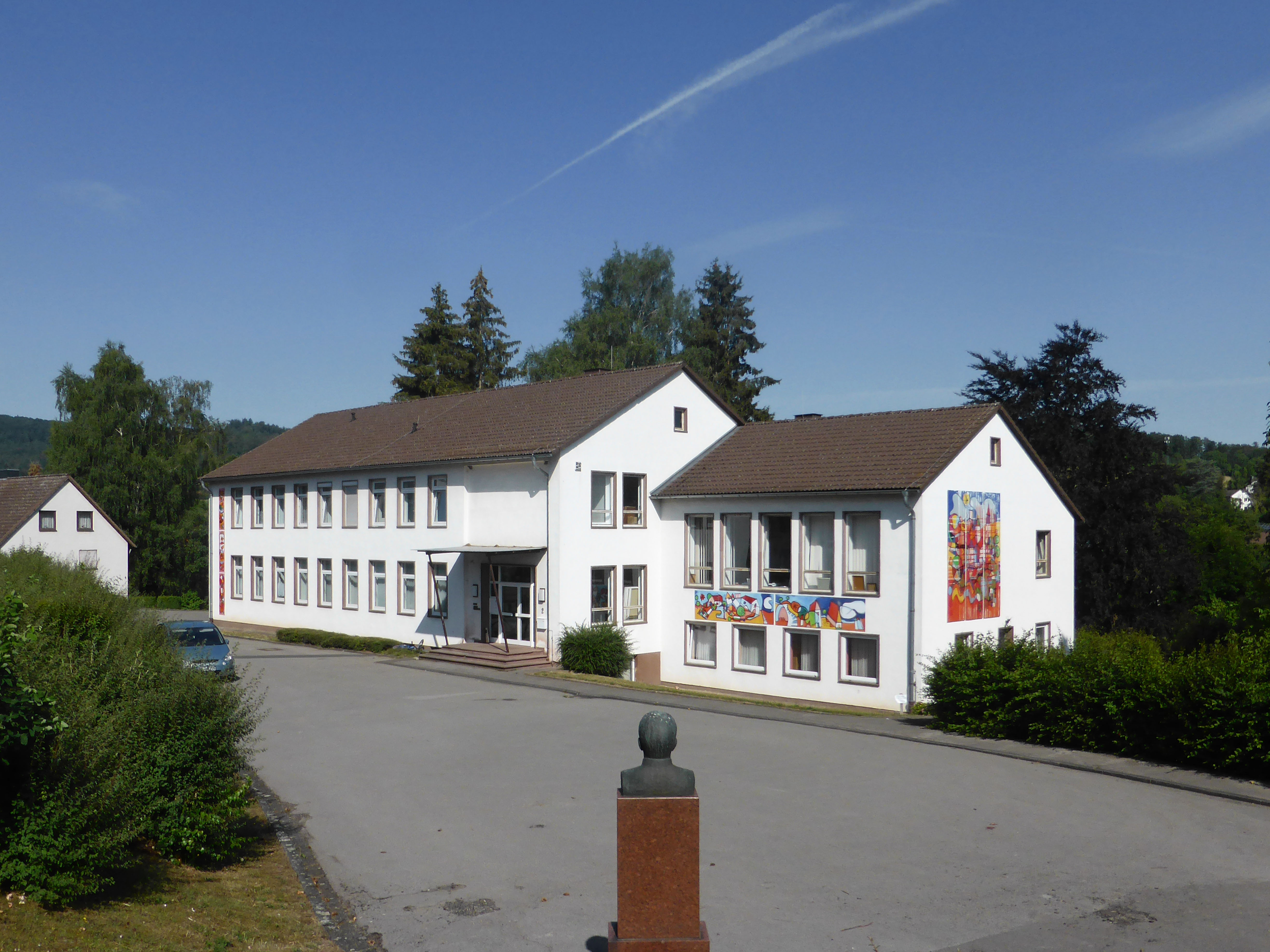
Haus Sankt Elisabeth des Bischof-Nathan-Werkes, im Vordergrund Bischof-Nathan-Büste

Pfarrer Eduard Beigel ließ von 1960 bis 1974 zwei Gebäudekomplexe errichten, die als Bischof-Nathan-Heime Heimatvertriebenen aus dem Leobschützer Land Wohnungen boten. Am Pfingsten 1961 eingeweihten Haus 1 der Bischof-Nathan-Heime stellt eine Eisendrahtplastik Bischof Joseph Martin Nathan, den Namensgeber des Bischof-Nathan-Werkes, dar. Das Kunstwerk wurde von der Ordensschwester Maria Michael Kroemer (1916–2010) von den Missionsschwestern vom Kostbaren Blut geschaffen, die aus dem im Landkreis Leobschütz gelegenen Deutsch Neukirch stammte. Gegenüber dem Haus 3 der Bischof-Nathan-Heime, dem heutigen Haus Sankt Elisabeth, steht eine Büste von Bischof Nathan, die 1988 von der aus dem im Landkreis Leobschütz gelegenen Branitz stammenden Künstlerin Cilly Schmidt-Kramny (1915–1989) angefertigt wurde.
1978 ging das Bischof-Nathan-Werk mit dem St.-Elisabeth-Haus, einem Altenwohnheim, und den Beständen der Leobschützer Heimatstube von der Pfarrei Eschershausen an das Bistum Hildesheim über. Der Gebäudekomplex, in dem sich auch die Leobschützer Heimatstube befindet, wurde 2012 verkauft. Der Tätigkeitsschwerpunkt des Bischof-Nathan-Werkes ist heute die Sammlung und Pflege von Kulturgütern aus dem Landkreis Leobschütz.

## Architektur und Ausstattung

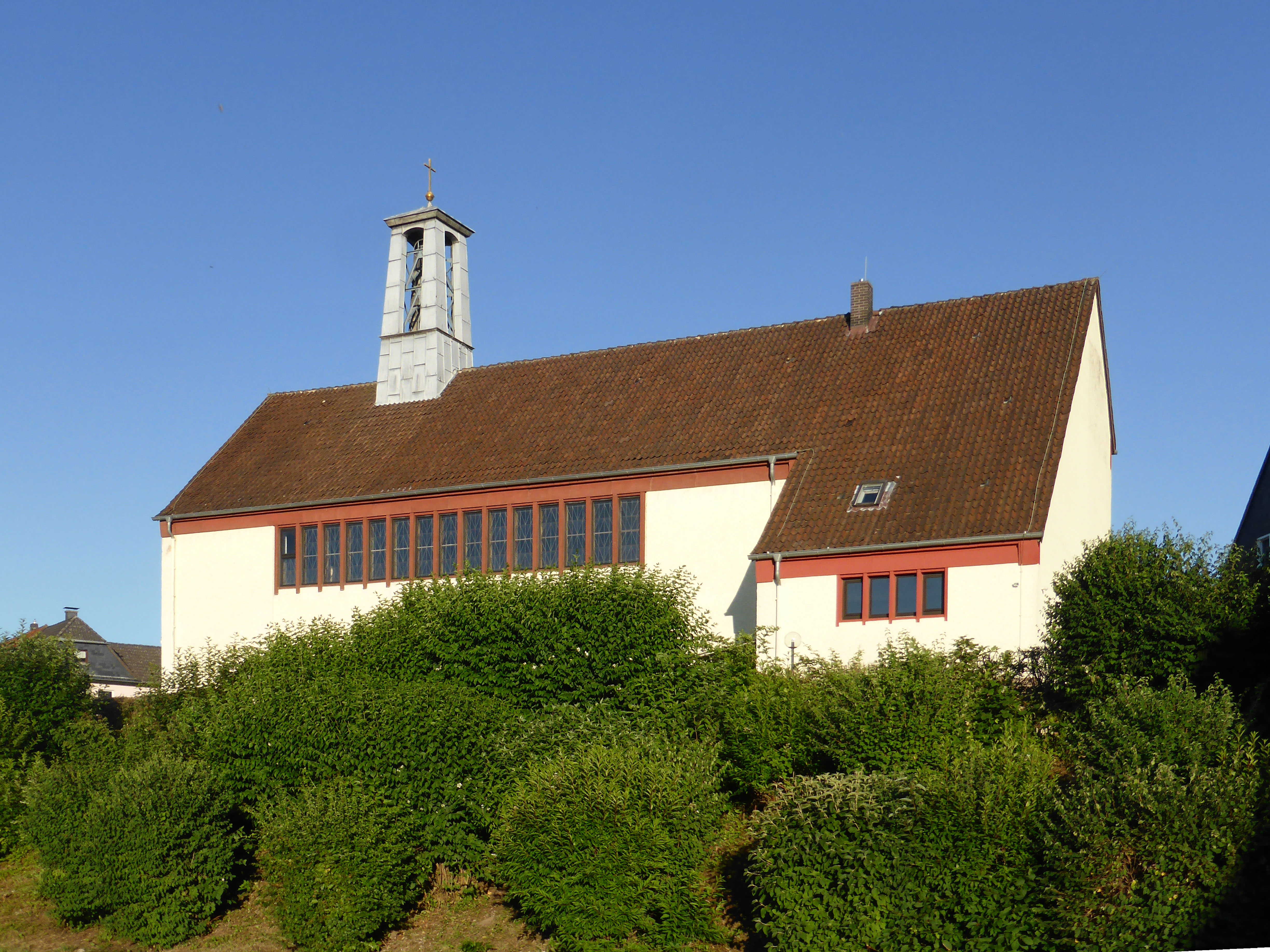
Kirche von der B 64 aus gesehen

Die Kirche erhebt sich über der Bundesstraße 64 in Fahrtrichtung Kloster Amelungsborn. Sie steht auf dem Grundstück Goethestraße 4, nahe der Prälat-Beigel-Straße.
Die Saalkirche wurde nach Plänen des Architekten Josef Fehlig erbaut und ist an der Bundesstraße 64, die in der Ortslage von Eschershausen als Odfeldstraße bezeichnet wird, ausgerichtet. Das Langhaus hat ein Satteldach mit einem kreuzbekrönten Dachreiter im Nordosten, in dem zwei Bronzeglocken hängen, die 1955 von der Glockengießerei Feldmann & Marschel gegossen und nach dem Erzengel Michael und Papst Pius X. benannt wurden. An den eingezogenen Altarraum ist auf der Nordseite die Sakristei angebaut. Der Beichtraum wurde 1979 an der Südostseite des Kirchenschiffes angebaut. An der Außenwand der Kirche steht der Grabstein von Pfarrer Georg Peterknecht (1892–1950), dem ersten Seelsorger in Eschershausen, dessen Grabstätte eingeebnet wurde.
Die Kirche wird durch ein Portal an der Nordostseite erschlossen, ihr Innenraum wird von einer flachen Holzdecke abgeschlossen. Die Kirchenbänke bieten 168 Sitzplätze.
Das Kruzifix an der Rückwand des Altarraums ist ein Geschenk der Pfarrgemeinde an Prälat Beigel zum 40. Jahrestag seiner Priesterweihe im Jahre 1973. Die vier Medaillons, die das Kreuz umrahmen, zeigen die Hochzeit zu Kana, den zwölfjährigen Jesus im Tempel, die Geburt Jesu und die Flucht nach Ägypten.
Links vom Altarraum hat der Taufstein seinen heutigen Platz, rechts vom Altarraum steht eine Fátima-Madonna, vor der Opferkerzen aufgestellt werden können. Die Statue wurde 1955 im Wallfahrtsort Fátima (Portugal) angefertigt.
Die Apostelleuchter, geschaffen von Karl Kaufhold aus Hildesheim, stammen aus der Frühzeit der Kirche. Den Kreuzweg, von dem drei Stationen wegen Diebstahls fehlen und 1983 durch Schrifttafeln mit Bibelworten ersetzt wurden, schuf der in Leobschütz geborene Kunstmaler Richard Karger (1887–1973), der sich nach dem Zweiten Weltkrieg in Berlin niedergelassen hatte, im Jahre 1955.
Das Kruzifix neben dem Aufgang zur Orgelempore stammt aus dem Jahr 1933 und wurde von der Salesianischen Werkstatt in Jülich gefertigt. Es wurde für den Gottesdienstraum in der Schule erworben und hing noch bis 1973 im Altarraum der Kirche. Die halbkreisförmige Kapelle unter der Orgelempore diente ursprünglich aus Taufkapelle, heute steht dort eine Statue der heiligen Hedwig von Andechs, der Schutzpatronin von Schlesien und Nebenpatronin der Kirche, vor der Opferkerzen aufgestellt werden können. In ihrer linken Hand hält sie ein Modell der Kirche von Eschershausen. Diese Statue ist ein Werk des Künstlers Erich Jaekel, der aus dem schlesischen Glogau stammte und sich nach dem Zweiten Weltkrieg in Frankfurt am Main niedergelassen hatte. Das Gemälde unter der Orgelempore, das Jesus am Ölberg darstellt, stammt wie die Kreuzwegstationen von Richard Karger, der es 1957 schuf.
Die Orgel wurde von 1952 vom Unternehmen Emil Hammer Orgelbau für einen anderen Kunden erbaut und 1986, ebenfalls durch Hammer, nach einem Umbau in der Kirche von Eschershausen wieder aufgestellt.